# Fortaleza Belogradchik
La fortaleza Belogradchik es un fortín situado en Belogradchik, Bulgaria. Es una antigua fortaleza de la ciudad noroccidental de Bulgaria Belogradchik y la ciudad principal, debido a su atractivo turístico cultural e histórico, junto con las rocas de Belogradchik, flujos principales para la visita de turistas a la región. Es una de las fortalezas mejor conservadas en Bulgaria y un monumento cultural de importancia nacional.

## Historia
Las paredes de la fortaleza presentan más de dos metros (6,6 pies) de espesor en la base y alcanzan hasta 12 metros (39 pies) de altura. La fortaleza tiene un área total de 10 210 metros cuadrados (109 900 pies cuadrados). La Fortaleza Belogradchik fue reconstruida para convertirse más tarde en un monumento cultural. Es administrado por la autoridad del museo histórico local.
La fortaleza inicial fue construida durante la época en que la región era parte del Imperio Romano. Las formaciones rocosas de la zona servían de protección natural, las murallas se construyeron desde el noroeste y sureste, y el patio está rodeado por rocas de hasta 70 metros (230 pies) de altura de los otros lados.
En un principio, la fortaleza de Belogradchik sirvió para la vigilancia y defensa. El Zar búlgaro Vidin Ivan Stratsimir amplió la antigua fortaleza en el siglo XIV, la construcción de las guarniciones fortificadas antes de los macizos rocosos existentes. Durante el gobierno de Stratsimir, la Fortaleza de Belogradchik se convirtió en uno de los bastiones más importantes de la región.
Durante la conquista otomana de Bulgaria, la fortaleza fue invadida por los otomanos en 1396. Se vieron obligados a ampliar aún más la fortaleza debido a la intensificación de la  actividad insurgente y de los hajduk  en la región.
Algunos cambios importantes se hicieron en el siglo XIX. Estos cambios estaban reflejados en la arquitectura otomana de la época, mientras que una reorganización completa se está llevando a cabo, así como la expansión adicional. Elementos típicamente europeos se agregaron a la fortaleza de Belogradchik, debido a los ingenieros franceses e italianos que participaron en la expansión.
La fortaleza tuvo un papel importante en la supresión de la sublevación otomano Belogradchik de 1850. Fue utilizada por última vez durante la guerra serbo-búlgara en 1885.